# Symfonie nr. 34 (Mozart)
Symfonie nr. 34 in C majeur, KV 338, is een symfonie van Wolfgang Amadeus Mozart. Hij voltooide het stuk op 29 augustus 1780.

## Orkestratie
De symfonie is geschreven voor:
- Twee hobo's.
- Twee hoorns.
- Twee fagotten.
- Twee trompetten.
- Pauken.
- Strijkers.

## Delen
De symfonie bestaat drie delen:
- I Allegro vivace.
- II Andante di molto più tosto allegretto.
- III Allegro vivace.